# 中貴志村
中貴志村（なかきしむら）は、和歌山県那賀郡にあった村。現在の紀の川市貴志川町の中部、貴志川の左岸、和歌山電鐵貴志川線・貴志駅の周辺から北方にかけての区域にあたる。

## 地理
- 山岳：御茶屋御殿山
- 河川：貴志川、丸田川

## 歴史
- 1889年（明治22年）4月1日 - 町村制の施行により、前田村・尼寺村・上野山村・神戸村・国主村の区域をもって発足。
- 1955年（昭和30年）3月31日 - 東貴志村・西貴志村・丸栖村と合併して貴志川町が発足。同日中貴志村廃止。

## 村長
- 初代 前田謙祐:1890年5月 - 1890年10月[1]

## 交通

### 鉄道路線
- 和歌山鉄道
  - 和歌山鉄道線（現・和歌山電鐵貴志川線）
    - 貴志駅